# Манго
Вижте пояснителната страница за други значения на Манго.
Мангото (Mangifera) е род тропически двусемеделни растения от семейство Смрадликови, произлизащи от Индия и Югоизточна Азия. Използват се за производство на плодове със същото име, като видът M. indica има най-голямо стопанско значение. Те са големи дървета, достигащи височина 35 – 40 m с радиус на короната до 10 m.
Манговото дърво е един от националните символи на Бангладеш.

## Произход и разпространение
Преди хиляди години плодовете на манговото дърво са били доста по-дребни и малки. Вкусът им е бил като на борови иглички. Отглеждали ги само в някои части на Азия, като Индия и Мианмар. Днес мангото расте в повечето тропически държави.
Манговите дървета са високи от 10 до 15 метра.
Плодовете са му гладки и с плътна месеста част. В южната част на САЩ има специални ферми за манго.
Плодовете на манговото дърво са със сладникав, до стипчив вкус. Мангото се среща в различни форми, големина и цвят. Може да бъде овално, кръгло или продълговато. Цветът варира между червено, жълто и зелено.
Най-малките плодове не са по-големи от слива, а най-големите са дълги над 25 сантиметра и тежат около 2 – 3 килограма. Независимо от големината им плодовете на мангото имат сочна жълта или оранжева сърцевина с плоска семка в средата.

## Консумация
Препоръчителна консумация на мангото е в прясно състояние, леко охладено. Трябва да се избират полумеки плодове с гладка повърхност.
От мангото може да се прави и пюре, подходящо е за десерти, сорбета, сосове и конфитюри, а също е добра добавка за месо, риба или къри.
Наличието на черни петна е знак, че мангото е презряло, а зелените – че е все още зелено. При стайна температура може да доузрява. Добре узрелите плодове могат да се съхраняват в хладилник до няколко дни.
Може да се пасира с прясно мляко и да се приготви вкусен мус. Мангото се използва и за приготвяне на сосове и чътни.

## Традиции
По време на празници хората в Индия украсяват вратите на къщите си с мангови листа, вързани едно за друго. Смята, че мангото носи късмет.

## Видове
- Mangifera acutigemma
- Mangifera altissima
- Mangifera andamanica
- Mangifera austro-indica
- Mangifera austro-yunnanensis
- Mangifera blommesteinii
- Mangifera bullata
- Mangifera caesia
- Mangifera camptosperma
- Mangifera campnospermoides
- Mangifera casturi
- Mangifera collina
- Mangifera decandra
- Mangifera dewildei
- Mangifera dongnaiensis
- Mangifera flava
- Mangifera foetida
- Mangifera gedebe
- Mangifera gracilipes
- Mangifera griffithii
- Mangifera hiemalis
- Mangifera indica
- Mangifera kemanga
- Mangifera lalijiwa
- Mangifera laurina
- Mangifera longipes
- Mangifera macrocarpa
- Mangifera magnifica
- Mangifera mekongensis
- Mangifera minutifolia
- Mangifera monandra
- Mangifera nicobarica
- Mangifera odorata
- Mangifera orophila
- Mangifera pajang
- Mangifera paludosa
- Mangifera parvifolia
- Mangifera pedicellata
- Mangifera pentandra
- Mangifera persiciformis
- Mangifera quadrifida
- Mangifera rubropetala
- Mangifera rufocostata
- Mangifera siamensis
- Mangifera similis
- Mangifera sumbawaensis
- Mangifera superba
- Mangifera swintonioides
- Mangifera sylvatica
- Mangifera taipa
- Mangifera torquenda
- Mangifera transversalis
- Mangifera zeylanica